# Festival de Jarocin
Le festival de Jarocin (Festiwal w Jarocinie ou Ogólnopolski Przegląd Muzyki Młodej Generacji w Jarocinie en polonais) est un festival polonais de rock organisé annuellement à Jarocin entre 1970 et 1994, 2000, 2005 et 2019, et depuis 2021. Il est fondé par Krzysztof Wodniczak, Walter Chełstowski, Jacek Sylwin, et Leszek Winder.

## Histoire
Durant l'ère communiste, il s'agit d'une sorte d'échappatoire par rapport à la réalité et d'une oasis de liberté, bien que certains aient affirmé qu'il s'agissait d'une sorte de soupape de sécurité délibérément organisée par les autorités, pour les jeunes frustrés issus des sous-cultures. Selon certains représentants des artistes de la troisième vague, certains groupes (par exemple Dezerter à partir d'un certain moment) n'ont pas été invités à Jarocin du fait de leur message trop radical. Ces artistes se sont donc produits au festival Róbrege à Varsovie, qui avait en partie les mêmes organisateurs, mais qui était considéré comme une sorte de concurrence pour le Jarocin Festival. 
Dans les années 1980, le festival est le seul lieu de présentation des groupes indépendants, où la censure est souvent ignorée. Bien que les lauréats des festivals se soient vus promettre la publication de leurs enregistrements comme point de départ d'une carrière plus large, ces promesses ne sont souvent pas tenues. D'autre part, les enregistrements de concerts réalisés par des amateurs trouvent leur place dans ce qui est appelé le troisième circuit, alternatif non seulement à la culture officielle, mais aussi au deuxième circuit, ce qui implique une prise de distance non seulement par rapport aux autorités, mais aussi par rapport à l'opposition générale. 
En 1986, 28 ensembles se qualifient pour l'édition de cette même année sur 210 candidatures reçues. 46 groupes se produisent lors des concerts invités. Les concerts ont lieu sur la scène principale du stade et sur la scène alternative. Cette année, les groupes qui se sont produits et qui ont fait leurs débuts étaient les suivants : Stress, Karcer, Hammer, Sztywny Pal Azji, Kobranocka, Formacja Brudny Widelec, Po prostu, One Million Bulgarians, Püdelsi, et Ziyo. Dix groupes sont récompensés lors du concours : Karcer, Free Blues Band, Hammer, Mikrofony Kaniony, Fort BS, Sztywny Pal Azji, Kobranocka, Acapulco, Formacja Brudny Forklec, Clochard. Pendant le festival, une messe noire est organisée au cours de laquelle un chien est tué. La vedette du festival est le groupe TSA, qui fête son cinquième anniversaire, et qui est harcelé par le public pendant son concert. Des mortiers sont tirés à la fin du concert de TSA. 
En 1987, Leszek Winder est chargé de l'organisation du festival. La formule est modifiée. Les auditions du concours se déroulent exclusivement dans l'amphithéâtre et seuls les invités, c'est-à-dire les stars, sont autorisés à entrer dans le stade. Les artistes et groupes de cette année comprennent : Detonator BN, Wańka Wstańka, Wilczy Pająk, Chłopcy z Placu Broni, Defekt Muzgó, Kolaboranci, Cela nr 3, Czesław Niemen, Armia, T.Love et Róże Europy.